# اوا ماری سنت
اوا ماری سِنت (انگلیسی: Eva Marie Saint؛ زادهٔ ۴ ژوئیهٔ ۱۹۲۴) هنرپیشه و تهیه‌کننده اهل ایالات متحده آمریکا است. او با ایفای نقش در فیلم در بارانداز اثر الیا کازان در سال ۱۹۵۴ به شهرت رسید و برای این ایفای نقش جایزه اسکار بهترین بازیگر نقش مکمل زن را به خود اختصاص داد و در سال ۱۹۵۹ به خاطر بازی در فیلم شمال از شمال غربی اثر آلفرد هیچکاک جایزهٔ گلدن گلوب را دریافت کرد. او برای حضور در فیلم بارش باران در سال ۱۹۵۷ نامزد دریافت جایزهٔ بفتا شد و جایزهٔ وبگاه رسمی اِمی را برای مجموعهٔ تلویزیونی یک نفر از ما در سال ۱۹۹۰ به دست آورد.
او دوران حرفه‌ای بازیگری خود را نیز با شرکت در فیلم‌هایی چون شهرستان رینتری (۱۹۵۷)، خروج (۱۹۶۰)، روس‌ها می‌آیند، روس‌ها می‌آیند (۱۹۶۵)، جایزهٔ بزرگ (۱۹۶۶)، هیچ چیز مشترک (۱۹۸۶)، به خاطر وین، دیکسی دین (۲۰۰۵)، بازگشت سوپرمن (۲۰۰۶) و افسانهٔ زمستان (۲۰۱۴) پشت سر گذاشته‌است.

## دوران بازیگری حرفه‌ای

### تلویزیون
اوا ماری سنت در ابتدای فعالیت خود، با حضور در تلویزیون آمریکا به عنوان یک NBC PAGE فعالیت حرفه‌ای بازیگری خود را آغاز کرد. او در اوایل شروع به کار شبکه تلویزیونی NBC، به عنوان یک بازیگر موفق در مجموعه تلویزیونی پردیس شادمانی در سال‌های ۱۹۴۶ و ۱۹۴۷ به ایفای نقش پرداخت. اجراهای او در این برنامه تلویزیونی، فیلمبرداری شده و صدای او نیز به صورت جداگانه ضبط گردیده و با عنوان اجرای نادر در کتابخانه کنگره ملی به ثبت رسیده‌است.

### شمال به شمال غربی
سنت، با یادآوری تجربه‌اش از ساختن تصویر با کری گرانت و هیچکاک، گفت: «[گرانت] می‌گوید، ببین، اوا ماری، برای داشتن اوقاتی خوب لازم نیست در فیلم گریه کنی. پاشنه های خود را و از آن لذت ببرید.»

## فیلم‌شناسی
- در بارانداز (۱۹۵۴)
- آن احساس مطمئن (۱۹۵۶)
- یک مشت باران (۱۹۵۷)
- شهرستان رینتری (۱۹۵۷)
- شمال از شمال غربی (۱۹۵۹)
- خروج (۱۹۶۰)
- همه سقوط می‌کنند (۱۹۶۲)
- روس‌ها می‌آیند، روس‌ها می‌آیند (۱۹۶۶)
- جایزه بزرگ (۱۹۶۶)
- شکوه علفزار (۱۹۸۱)
- ملیبو (۱۹۸۳)
- هیچ‌چیز مشترک (۱۹۸۶)
- فریژر (۱۹۹۹)
- خواب آفریقا رو دیدم (۲۰۰۰)
- به‌خاطر وین-دیکسی (۲۰۰۵)
- بازگشت سوپرمن (۲۰۰۶)
- نیا در بزن (۲۰۰۷)
- آواتار: افسانه کورا (۲۰۱۲–۲۰۱۴)
- افسانه زمستان (۲۰۱۴)